# 久保 (小牧市)
久保（くぼ）は、愛知県小牧市の地名。

## 地理
小牧市北部に位置し、大字久保一色・小松寺一丁目および五丁目に接する。

## 歴史

### 人口の変遷
国勢調査による人口および世帯数の推移。
| 2020年（令和2年） | 88世帯 267人 |  |

### 沿革
- 2018年（平成30年）10月27日 - 尾張都市計画事業小牧小松寺土地区画整理事業の換地処分に伴い、大字久保一色および大字小松寺の各一部により、小牧市久保が成立[WEB 4]。

### 史跡
- 久保山砦跡（外久保砦跡）

## 交通
- 愛知県道27号春日井各務原線
- 尾張広域緑道

## 施設
- 久保寺

熊野神社
- 汽車ポッポ公園

- 熊野神社

### WEB
1. 1 2  総務省統計局 (2022年2月10日). “令和2年国勢調査の調査結果(e-Stat) - 男女別人口，外国人人口及び世帯数－町丁・字等” (CSV). 2023年8月2日閲覧。
2. ↑  “愛知県小牧市の郵便番号一覧”.   日本郵便. 2023年11月2日閲覧。
3. ↑  “市外局番の一覧” (PDF).   総務省 (2022年3月1日). 2022年3月22日閲覧。
4. ↑  “小松寺地区町名変更／小牧市”.   小牧市. 2019年12月1日時点のオリジナルよりアーカイブ。2023年11月3日閲覧。